# Futbol'nyj Klub Moskva
L'FK Mosca, ufficialmente Futbol'nyj Klub Moskva (in russo Футбольный клуб Москва?), era una società calcistica russa con sede nella città di Mosca.
Nella sua breve storia ha sempre partecipato a campionati professionistici, senza mai venire retrocesso, giocando per nove anni consecutivi nella massima serie del campionato russo.

## Storia
Fin dal 1924 era attivo a Mosca un club sponsorizzato dalla fabbrica d'automobili ZIL, chiamata Torpedo Mosca. Dopo la dissoluzione dell'Unione Sovietica, e l'introduzione del libero mercato in Russia, la ZIL non fu più in grado di sponsorizzare la squadra di calcio. La Torpedo fu costretta a vendere il gigantesco Stadio Lužniki per sopravvivere finanziariamente.
Nel 1997 la ZIL decise di rientrare nel mondo del calcio, creando una nuova squadra, e per diversi anni furono due le squadre cittadine a portare il nome di Torpedo: la Torpedo-Lužniki e la Torpedo-ZIL. Nel 2003 la ZIL decise di vendere la squadra a una compagnia metallurgica, e il club venne pertanto rinominato Torpedo-Metallurg. Nel luglio del 2004 il club passò nuovamente di mano, questa volta al governo comunale di Mosca, e il club prese la denominazione finale. Nel 2007 ha raggiunto la finale, persa contro il Lokomotiv Mosca, della Coppa di Russia.
A livello internazionale ha partecipato per la prima volta a una competizione europea nel 2006: superò il secondo turno di Coppa Intertoto 2006 contro il MTZ-RIPO Minsk, ma fu eliminato nel turno seguente dall'Herta Berlino. Nella stagione 2008-09, grazie al quarto posto in Prem'er-Liga 2007 (miglior risultato della sua storia) ha partecipato ai preliminari di Coppa UEFA: superò nel secondo turno preliminare il Legia Varsavia, ma fu sconfitta dal Football Club København nel primo turno del tabellone principale.
Nel 2010 ha annunciato di abbandonare i campionati a causa della mancanza di uno sponsor.

## Strutture
Lo Stadio Ėduard Strel'cov, che ospitava le partite interne, ha una capacità di 14.274 spettatori.

## Palmarès

### Competizioni nazionali
- Vtoroj divizion: 1

1998 (Girone Ovest)

### Altri piazzamenti
- Coppa di Russia:

Finalista: 2006-2007
Semifinalista: 2003-2004, 2008-2009
- PFN Ligi:

Secondo posto: 2000
- Coppa Intertoto UEFA:

Finalista: 2006

## Statistiche e record

### Partecipazione ai campionati
| Livello | Categoria        | Partecipazioni | Debutto | Ultima stagione | Totale |
| ------- | ---------------- | -------------- | ------- | --------------- | ------ |
| 1º      | Vysšaja Divizion | 1              | 2001    | 2001            | 9      |
| 1º      | Prem'er-Liga     | 8              | 2002    | 2009            | 9      |
| 2º      | Pervyj divizion  | 1              | 2000    | 2000            | 1      |
| 3º      | Vtoroj divizion  | 2              | 1998    | 1999            | 2      |
| 4º      | Tret'ja Liga     | 1              | 1997    | 1997            | 1      |